# Luchthaven Zemio
Luchthaven Zemio (IATA: IMO, ICAO: FEFZ) is een luchthaven in Zemio, Centraal-Afrikaanse Republiek.